# Stefan Molyneux
Stefan Molyneux (n. 24 septembrie 1966, Athlone, Leinster⁠(d), Irlanda) este un blogger și vlogger canadian, născut irlandez. Activând ca orator, Molyneux discută variate subiecte, inclusiv anarho-capitalism, ateism, politică, etică seculară, libertarianism de dreapta, precum și subiecte ce țin de relațiile familiale. Totodată Molyneux este un autor și podcaster, care a participat la variate conferințe libertariene. 
Subiecte mai recent discutate de Molyneux includ: impactul multiculturalismului în Europa/Statele Unite; Islamul privit mai mult ca o ideologie, decât o religie în sensul direct, cât și ne-asimilarea musulmanilor în statele non-musulmane; stânga politică extremă (Școala de la Frankfurt); generația ultra-progresivă a așa-zișilor „Luptători ai justiției sociale⁠(en)[traduceți]” în Vest; efectul feminismului asupra relațiilor familiale; cenzurarea opiniilor conservatoare în Occident, genetică și rasă; capitalism; corectitudinea politică  etc.
Molyneux este de asemenea un YouTuber popular, canalul său cu un conținut preponderent de dreapta și conservator-libertarian, având peste 900 de mii de abonați (în decembrie 2019).

## Vezi și
- Paul Joseph Watson
- Steven Crowder
- Carl Benjamin
- Alex Jones
- Milo Yiannopoulos
- Gavin McInnes
- Mark Dice

## Legături externe
- Canal YouTube
- Cont pe Twitter
- Freedomain Radio – website filozofic deținut de Molyneux